# Stiva
La stiva è quella parte della nave che si trova sotto il ponte destinata all'immagazzinamento del carico, sia commerciale che ad uso dell'equipaggio.
Nelle navi mercantili occupa gran parte dello spazio interno alla carena.